# Lucie Boujenah
Lucie Boujenah (París, 31 de julio de 1987) es una actriz francesa, reconocida principalmente por su participación en las series de televisión Soda y Marianne. Es la sobrina del actor y comediante tunecino Michel Boujenah.

## Filmografía

### Cine
- 2007 : Babylone de Simon Saulnier
- 2008 : Lost In My Mind, de Vivienne Domain Reif
- 2009 : Haiku, de Morgan S. Dalibert
- 2013 : 20 ans d'écart de David Moreau
- 2014 : 24 jours de Alexandre Arcady
- 2016 : Five de Igor Gotesman
- 2019 : Edmond de Alexis Michalik

### Televisión
- 2010 : R.I.S Police scientifique
- 2011 - 2013 : Soda
- 2012 : Section de recherches
- 2014 : Deux flics sur les docks
- 2016 : Alice Nevers
- 2016 : Cassandre
- 2017 : Nina
- 2019 : Marianne